# Szabolcs Zubai
Szabolcs Zubai (Mezőkövesd, 31 de marzo de 1984) es un jugador de balonmano húngaro que juega como pívot en el Orosházi FKSE. Es internacional con la Selección de balonmano de Hungría.
En 2005 ganó la medalla de bronce en el Campeonato Mundial de Balonmano Masculino Junior de 2005. Debutó con la selección el 27 de diciembre de 2004 contra la Selección de balonmano de Eslovaquia.

## Palmarés

### Pick Szeged
- Copa EHF (1): 2014
- Liga húngara de balonmano (1): 2018

## Clubes
- Dunaferr SE (2001-2008)
- SC Pick Szeged (2008-2018)
- Orosházi FKSE (2018- )